# Nimesulidă
Nimesulida este un antiinflamator nesteroidian, un inhibitor selectiv al enzimei COX-2, ce prezintă acțiune antiinflamatoare, analgezică și antipiretică. De asemenea, inhibă activarea neutrofilelor și manifestă acțiune antioxidantă (inactivarea radicalilor liberi). Printre principalele indicații se numără: tratamentul simptomatic al osteoartritei, durerilor acute și al dismenoreei primare. Căile de administrare disponibile sunt orală și topică.
Absorbție digestivă este rapidă, metabolizare este hepatică (principalul metabolit 4-hidroxinimesulid fiind activ farmacodinamic), se elimină prin urină, mai puțin prin fecale.

## Indicații
Poate fi prescris pentru tratamentul durerii și inflamației asociate întinderilor și luxațiilor, stărilor dureroase ce afectează articulațiile și mușchii, durerilor dentare și dismenoreei. Nu se recomandă pentru tratament de durată.

## Efecte adverse
- La nivel gastric: dureri, arsuri, grețuri.(de regulă ușoare și dispar rapid). 
- Reacții adverse hepatice severe (foarte rar), mergând de la creșteri ale transaminazelor până la hepatită acută fulminantă cu deces; este contraindicat la bolnavii cu leziuni hepatice active. 
- Pe parcursul tratamentului cu acest produs se recomandă monitorizarea funcției hepatice.

## Contraindicații
Ulcer gastric și duodenal
tratament cu anticoagulante orale
bolnavii cu funcțiile hepatice și renale alterate.

## Denumiri comerciale
Aulin - CSC Pharmaceuticals Handels GmbH, Austria / Nimesulida - producator: LaborPharma, Coxtral (Zentiva AS, Cehia), Nimesil (Lab. Guidotti SpA, Italia), Lemesil (Anfarm Hellas, Grecia), Nimesulid (Terapia SA, Romania)